# Équipe d'Écosse de rugby à XV à la Coupe du monde 2019
L'équipe d'Écosse participe à la coupe du monde de rugby à XV 2019. Elle est emmenée par son sélectionneur Gregor Townsend.
Elle termine à la troisième place de la poule A, avec un bilan de deux victoires et deux défaites et se retrouve éliminée dès cette phase de la compétition.

## Les sélectionnés
Les joueurs cités ci-dessous sont sélectionnés par Gregor Townsend, le sélectionneur de l'Écosse, pour participer à la Coupe du monde 2019, qui se déroule au Japon.

### Avants
| Nom             | Poste           | Naissance  | Sélections (points marqués) | Club              | Année 1re sélection |
| Fraser Brown    | Talonneur       | 20/06/1989 | 42 (15)                     | Glasgow Warriors  | 2013                |
| Stuart McInally | Talonneur       | 09/08/1990 | 29 (30)                     | Édimbourg Rugby   | 2015                |
| George Turner   | Talonneur       | 08/10/1992 | 8 (20)                      | Glasgow Warriors  | 2017                |
| Simon Berghan   | Pilier          | 07/12/1990 | 22 (0)                      | Édimbourg Rugby   | 2017                |
| Allan Dell      | Pilier          | 16/03/1992 | 25 (5)                      | Édimbourg Rugby   | 2016                |
| Zander Fagerson | Pilier          | 19/01/1996 | 22 (0)                      | Glasgow Warriors  | 2016                |
| WP Nel          | Pilier          | 30/04/1986 | 27 (10)                     | Édimbourg Rugby   | 2015                |
| Gordon Reid     | Pilier          | 04/03/1987 | 37 (5)                      | London Irish      | 2014                |
| Scott Cummings  | 2e ligne        | 03/12/1996 | 4 (5)                       | Glasgow Warriors  | 2019                |
| Grant Gilchrist | 2e ligne        | 09/08/1990 | 36 (5)                      | Édimbourg Rugby   | 2013                |
| Jonny Gray      | 2e ligne        | 14/03/1994 | 52 (20)                     | Glasgow Warriors  | 2013                |
| Ben Toolis      | 2e ligne        | 31/03/1992 | 21 (5)                      | Édimbourg Rugby   | 2015                |
| John Barclay    | 3e ligne aile   | 24/09/1986 | 74 (30)                     | Édimbourg Rugby   | 2007                |
| Jamie Ritchie   | 3e ligne aile   | 16/08/1996 | 12 (5)                      | Édimbourg Rugby   | 2018                |
| Hamish Watson   | 3e ligne aile   | 15/10/1991 | 27 (15)                     | Édimbourg Rugby   | 2015                |
| Ryan Wilson     | 3e ligne aile   | 18/05/1989 | 45 (10)                     | Glasgow Warriors  | 2013                |
| Blade Thomson   | 3e ligne centre | 04/12/1990 | 2 (0)                       | Llanelli Scarlets | 2019                |

### Arrières
| Nom            | Poste            | Naissance  | Sélections (points marqués) | Club              | Année 1re sélection |
| George Horne   | Demi de mêlée    | 23/05/1995 | 7 (17)                      | Glasgow Warriors  | 2018                |
| Greig Laidlaw  | Demi de mêlée    | 12/10/1985 | 73 (695)                    | Clermont Auvergne | 2010                |
| Ali Price      | Demi de mêlée    | 12/05/1993 | 27 (20)                     | Glasgow Warriors  | 2016                |
| Adam Hastings  | Demi d'ouverture | 05/10/1996 | 14 (21)                     | Glasgow Warriors  | 2018                |
| Finn Russell   | Demi d'ouverture | 23/09/1992 | 46 (137)                    | Racing 92         | 2014                |
| Chris Harris   | Centre           | 28/12/1990 | 10 (10)                     | Newcastle Falcons | 2017                |
| Peter Horne    | Centre           | 05/10/1989 | 43 (53)                     | Glasgow Warriors  | 2013                |
| Sam Johnson    | Centre           | 19/06/1993 | 6 (15)                      | Glasgow Warriors  | 2019                |
| Duncan Taylor  | Centre           | 05/09/1989 | 23 (17)                     | Saracens          | 2013                |
| Darcy Graham   | Ailier           | 21/06/1997 | 7 (25)                      | Édimbourg Rugby   | 2018                |
| Sean Maitland  | Ailier           | 14/09/1988 | 42 (60)                     | Saracens          | 2013                |
| Tommy Seymour  | Ailier           | 01/07/1988 | 52 (95)                     | Glasgow Warriors  | 2013                |
| Stuart Hogg    | Arrière          | 24/06/1992 | 69 (107)                    | Exeter Chiefs     | 2012                |
| Blair Kinghorn | Arrière          | 18/01/1997 | 15 (48)                     | Édimbourg Rugby   | 2018                |

## L'encadrement
- Scott Johnson : Directeur du rugby[2].
- Gregor Townsend : entraîneur
- Matt Taylor : entraîneur-adjoint, responsable de la défense[3].
- Dan McFarland : responsable de l'attaque
- Mike Blair : entraîneur des compétences
- Stuart Yule : responsable condition physique

## Parcours en coupe du monde
Conformément au tirage au sort effectué le 3 décembre 2012 à Londres, l'Écosse (Chapeau 2), fait partie de la poule A de la Coupe du monde 2019, avec les équipes d'Irlande (Chapeau 1), du Japon (Chapeau 3), des Samoa (Chapeau 4) et de Russie (Chapeau 5). Les deux premières se qualifient pour les quarts de finale de la compétition, la troisième est qualiifiée pour la Coupe du monde 2019.

### Poule A
| Rang | Pays    | J | V | N | D | Em | Ee | Bo | Bd | Pm  | Pe  | Diff | Pts |
| ---- | ------- | - | - | - | - | -- | -- | -- | -- | --- | --- | ---- | --- |
| 1    | Japon   | 4 | 4 | 0 | 0 | 13 | 7  | 3  | 0  | 115 | 62  | +53  | 19  |
| 2    | Irlande | 4 | 3 | 0 | 1 | 18 | 2  | 3  | 1  | 121 | 27  | +94  | 16  |
| 3    | Écosse  | 4 | 2 | 0 | 2 | 16 | 8  | 2  | 0  | 119 | 55  | +64  | 10  |
| 4    | Samoa   | 4 | 1 | 0 | 3 | 8  | 15 | 1  | 0  | 58  | 128 | -70  | 5   |
| 5    | Russie  | 4 | 0 | 0 | 4 | 1  | 24 | 0  | 0  | 19  | 160 | -141 | 0   |

|  | Qualifiés pour les quarts de finale, et pour la Coupe du monde 2023 |
|  | Éliminé, mais qualifié pour la Coupe du monde 2023                  |

#### Les matches
| 22 septembre 2019 | Irlande | 27 - 3  | Écosse | Stade international de Yokohama, Yokohama |
| 30 septembre 2019 | Écosse  | 34 - 0  | Samoa  | Stade du parc Misaki, Kobe                |
| 9 octobre 2019    | Écosse  | 61 - 0  | Russie | Stade Ecopa de Shizuoka, Fukuroi          |
| 13 octobre 2019   | Japon   | 28 - 21 | Écosse | Stade international de Yokohama, Yokohama |

##### Irlande - Écosse
Homme du match :  CJ Stander
Points marqués :

Irlande : 
- 4 essais de Ryan (7e), Best (15e), Furlong (26e) et Conway (57e)
- 2 transformations de Sexton (9e) et Murray (28e)
- 1 pénalité de Carty (69e)

Écosse :
- 1 pénalité de Laidlaw (22e)

Évolution du score : 7-0, 12-0, 12-3, 19-3, mt, 24-3, 27-3
Arbitre :  Wayne Barnes
Touche :  Pascal Gaüzère /  Alexandre Ruiz 
Vidéo :  Graham Hughes
Résumé : Ogre de cette poule, l'Irlande affronte d'entrée l'un des deux autres prétendants à la qualification : l'Écosse. Rapidement, le match tourne à l'avantage du XV du trèfle, qui marque un essai dès la 7ème minute de jeu par James Ryan le deuxième ligne à la suite d'une belle percée de son compère Iain Henderson. Le capitaine irlandais récidive moins de dix minutes plus tard portant le score à 12-0. Laidlaw ouvre le compteur écossais à la 20ème minute, 12-3. Mais la puissance irlandaise surclasse le XV du chardon qui encaisse un troisième essai à peine cinq minutes plus tard par Tadhg Furlong. A moins d'une demi-heure de jeu, l'Écosse accuse un retard de 16 points. Le score ne bougera plus et à la mi-temps, l'Irlande domine son adversaire 19-3. 
Au retour des vestiaires, la pluie s'intensifie, ce qui ne favorise guère le jeu au large. Les avants usent de leur puissance et l'Irlande continue de dominer les débats. Finalement, après un coup de pied écossais cafouillé, l'ailier Andrew Conway aplatit le quatrième essai irlandais synonyme de bonus offensif. L'Écosse ne parvient pas à inquiéter son adversaire, et après un dernier coup de pied victorieux irlandais, le score final en faveur du XV du trèfle est de 27-3.
L'Écosse qui n'a rien pu faire devra assurer l'intégralité de ses autres matchs et battre son principal concurrent à la deuxième place : le Japon, pays hôte de la compétition. L'Irlande quant à elle commence sa coupe du monde par un succès avec le bonus offensif. Dans le jeu, les joueurs de Joe Schmidt ont été impressionnants, envoyant un message fort. Avec cette victoire, les Irlandais sont pratiquement assurés d'accéder aux quarts de finale.
| Irlande · Titulaires · 15 Jordan Larmour · 14 Andrew Conway 57e · 13 Garry Ringrose · 12 Bundee Aki 21e · 11 Jacob Stockdale · 10 Jonathan Sexton 58e · 9 Conor Murray 58e · 8 CJ Stander · 7 Josh van der Flier 14e 22e 74e · 6 Peter O'Mahony 27e · 5 James Ryan 7e · 4 Iain Henderson 58e · 3 Tadhg Furlong 26e 50e · 2 Rory Best 15e · 1 Cian Healy 50e · Remplaçants · 16 Niall Scannell 74e · 17 David Kilcoyne 50e · 18 Andrew Porter 50e · 19 Tadhg Beirne 58e 70e à 80e · 20 Jack Conan 14e 22e 27e · 21 Luke McGrath 58e · 22 Jack Carty 58e · 23 Chris Farrell 21e · Entraîneur · Joe Schmidt |  | Écosse · Titulaires · Stuart Hogg 15 · 58e Tommy Seymour 14 · 65e Duncan Taylor 13 · Sam Johnson 12 · Sean Maitland 11 · Finn Russell 10 · 62e Greig Laidlaw 9 · Ryan Wilson 8 · 38e Hamish Watson 7 · 53e John Barclay 6 · 65e Jonny Gray 5 · Grant Gilchrist 4 · 53e WP Nel 3 · Stuart McInally 2 · 62e Allan Dell 1 · Remplaçants · 38e Fraser Brown 16 · 62e Gordon Reid 17 · 53e Simon Berghan 18 · 65e Scott Cummings 19 · 53e Blade Thomson 20 · 62e Ali Price 21 · 65e Chris Harris 22 · 58e Darcy Graham 23 · Entraîneur · Gregor Townsend |

##### Écosse - Samoa
Homme du match :  Jonny Gray
Points marqués :

Écosse :
- 4 essais de Maitland (30e), Laidlaw (34e) et pénalité (57e, 75e)
- 2 transformations de Laidlaw (31e, 36e)
- 1 pénalité de Laidlaw (9e)
- 1 drop de Hogg (38e)

Évolution du score : 3-0, 10-0, 17-0, 20-0, mt, 27-0, 34-0
Arbitre :  Pascal Gaüzère
Touche :  Nigel Owens /  Federico Anselmi 
Vidéo :  Graham Hughes
Résumé : 
| Écosse · Titulaires · 15 Stuart Hogg · 14 Darcy Graham · 13 Chris Harry · 12 Sam Johnson 63e · 11 Sean Maitland 30e · 10 Finn Russell 74e · 9 Greig Laidlaw 34e 63e · 8 Blade Thomson · 7 Jamie Ritchie · 6 Magnus Bradbury 72e · 5 Jonny Gray · 4 Grant Gilchrist 51e · 3 WP Nel 57e · 2 Stuart McInally 51e · 1 Allan Dell 12e · Remplaçants · 16 Fraser Brown 51e · 17 Gordon Reid 12e · 18 Zander Fagerson 57e · 19 Scott Cummings 51e · 20 Ryan Wilson 72e · 21 George Horne 63e · 22 Adam Hastings 74e · 23 Duncan Taylor 63e · Entraîneur · Gregor Townsend |  | Samoa · Titulaires · Tim Nanai-Williams 15 · 44e Belgium Tuatagaloa 14 · Alapati Leiua 13 · Henry Taefu 12 · 56e, 74e Ed Fidow 11 · 53e Tusi Pisi 10 · 70e Melani Matavao 9 · 3e 13e Jack Lam 8 · 65e TJ Ioane 7 · Chris Vui 6 · Kane Le'aupepe 5 · 50e 78e Filo Paulo 4 · 46e Michael Alaalatoa 3 · 53e Ray Niuia 2 · 43e Logovi'i Mulipola 1 · Remplaçants · 53e Seilala Lam 16 · 46e Paul Alo-Emile 17 · 43e Jordan Lay 18 · 50e 78e Piula Fa'asalele 19 · 3e 13e 65e Josh Tyrell 20 · 70e Pele Cowley 21 · 53e UJ Seuteni 22 · 44e Kieron Fonotia 23 · Entraîneur · Steve Jackson |

##### Écosse - Russie
Homme du match :  Adam Hastings
Points marqués :

Écosse :
- 9 essais de Hastings (13e, 17e), G. Horne (21e, 44e, 58e), Turner (51e), Seymour (55e), Barclay (75e), McInally (78e)
- 8 transformations de Hastings (14e, 18e, 22e, 45e, 52e, 56e, 76e, 79e)

Évolution du score : 7-0, 14-0, 21-0, mt, 28-0, 35-0, 42-0, 47-0, 54-0, 61-0
Arbitre :  Wayne Barnes
Touche :  Alexandre Ruiz /  Federico Anselmi 
Vidéo :  Marius Jonker
Résumé : 
| Écosse · Titulaires · 15 Blair Kinghorn · 14 Tommy Seymour 55e · 13 Duncan Taylor · 12 Peter Horne · 11 Darcy Graham 47e · 10 Adam Hastings 13e 17e · 9 George Horne 21e 44e 58e 65e · 8 Ryan Wilson · 7 Fraser Brown 31e · 6 John Barclay 75e · 5 Ben Toolis · 4 Scott Cummings 61e · 3 Zander Fagerson 40e · 2 George Turner 51e 65e · 1 Gordon Reid 61e · Remplaçants · 16 Stuart McInally 65e 78e · 17 Simon Berghan 40e · 18 WP Nel 61e · 19 Grant Gilchrist · 20 Magnus Bradbury 61e · 21 Jamie Ritchie 31e · 22 Henry Pyrgos 47e · 23 Chris Harris 65e · Entraîneur · Gregor Townsend |  | Russie · Titulaires · 61e Vassili Artemiev 15 · German Davydov 14 · 38e 40e Vladimir Ostroouchko 13 · Dmitri Guerassimov 12 · Vladislav Sozonov 11 · 65e Ramil Gaïssine 10 · Dimitry Perov 9 · 58e Nikita Vaviline 8 · Taguir Gadjiev 7 · Vitali Jivatov 6 · 50e Evgueni Ielguine 5 · 69e Andreï Ostrikov 4 · 61e Kirill Gotovtsev 3 · 61e Stanislav Selski 2 · 61e Valeri Morozov 1 · Remplaçants · 61e Sergueï Tchernychiov 16 · 61e Azamat Bitiev 17 · 61e Vladimir Podrezov 18 · 50e Bogdan Fedotko 19 · 69e Andreï Garbouzov 20 · 65e Sergueï Ianiouchkine 21 · 58e Anton Sytchiov 22 · 38e 40e 61e Iouri Kouchnariov 23 · Entraîneur · Lyn Jones |

##### Japon - Écosse
Homme du match :  Kenki Fukuoka
Points marqués :

Japon :
- 4 essais de Matsushima (18e), Inagaki (26e), Fukuoka (40e, 43e)
- 4 transformations de Tamura (20e, 27e, 40e+2, 44e)

Écosse :
- 3 essais de Russell (6e), Nel (50e), Fagerson (55e)
- 3 transformations de Laidlaw (8e, 51e), Russell (56e)

Évolution du score :  0-7, 7-7, 14-7, 21-7 mt 28-7, 28-14, 28-21
Arbitre :  Ben O'Keeffe
Touche :  Mathieu Raynal /  Matthew Carley 
Vidéo :  Ben Skeen
Résumé : 
Avec cette victoire, le Japon arrive en tête de sa poule et se qualifie pour la première fois de son histoire en quart de finale - deux premières pour une équipe asiatique. Le Japon est devenu le quatrième pays du groupe 2 du Classement World Rugby des équipes nationales de rugby à XV à se qualifier pour les quarts de finale, et le premier depuis les Fidji en 2007. Le Japon est le premier pays du groupe 2 à avoir dominé sa poule et à remporter tous ses matchs. C'est la première fois qu'un pays du groupe 2 a battu deux pays du groupe 1 en une seule campagne de Coupe du monde. C'est la première 
victoire du Japon sur l'Écosse.
| Japon · Titulaires · 15 Will Tupou 51e · 14 Kotaro Matsushima 18e · 13 Timothy Lafaele · 12 Ryoto Nakamura 75e · 11 Kenki Fukuoka 40e 43e · 10 Yu Tamura · 9 Yutaka Nagare 51e · 8 Kazuki Himeno · 7 Lappies Labuschagné · 6 Michael Leitch 73e · 5 James Moore 52e · 4 Luke Thompson · 3 Koo Ji-won 22e · 2 Shota Horie 73e · 1 Keita Inagaki 26e 57e · Remplaçants · 16 Atsushi Sakate 73e · 17 Isileli Nakajima 57e · 18 Asaeli Ai Valu 22e · 19 Uwe Helu 52e · 20 Hendrik Tui 73e · 21 Fumiaki Tanaka 51e · 22 Rikiya Matsuda 75e · 23 Ryohei Yamanaka 51e · Entraîneur · Jamie Joseph |  | Écosse · Titulaires · Stuart Hogg 15 · 52e Tommy Seymour 14 · Chris Harris 13 · Sam Johnson 12 · 60e Darcy Graham 11 · 6e Finn Russell 10 · 52e Greig Laidlaw 9 · Blade Thomson 8 · Jamie Ritchie 7 · 66e Magnus Bradbury 6 · Jonny Gray 5 · 52e Grant Gilchrist 4 · 52e 50e WP Nel 3 · 52e Fraser Brown 2 · 52e Allan Dell 1 · Remplaçants · 52e Stuart McInally 16 · 52e Gordon Reid 17 · 52e 55e Zander Fagerson 18 · 52e Scott Cummings 19 · 66e Ryan Wilson 20 · 52e George Horne 21 · 61e Peter Horne 22 · 52e Blair Kinghorn 23 · Entraîneur · Gregor Townsend |

#### Meilleurs marqueurs d'essais écossais
1. George Horne avec 3 essais.
2. Adam Hastings avec 2 essais.
3. John Barclay, Zander Fagerson, Stuart McInally, Greig Laidlaw, Sean Maitland, WP Nel, Finn Russell, George Turner avec 1 essai.

#### Meilleurs réalisateurs écossais
1. Adam Hastings, 26 points (2 essais, 8 transformations)
2. Greig Laidlaw, 19 points (1 essai, 4 transformations, 2 pénalités)